# Essen (Bèlgica)
Essen és un municipi belga de la província d'Anvers a la regió de Flandes. Limita al nord amb Roosendaal i Rucphen, a l'oest amb Woensdrecht, a l'est amb Zundert i al sud amb Kalmthout.

## Evolució de la població

### Seglexix
| Any      | 1806 | 1816 | 1830 | 1846 | 1856 | 1866 | 1876 | 1880 | 1890 |
| -------- | ---- | ---- | ---- | ---- | ---- | ---- | ---- | ---- | ---- |
| Població | 1788 | 1758 | 2040 | 2501 | 2717 | 2974 | 3048 | 3251 | 3970 |
|          |      |      |      |      |      |      |      |      |      |

### Segle XX (fins a 1976)
| Any      | 1900 | 1910 | 1920 | 1930 | 1947 | 1961 | 1970   | 1976   |  |
| -------- | ---- | ---- | ---- | ---- | ---- | ---- | ------ | ------ |  |
| Població | 4552 | 6185 | 6525 | 7616 | 8716 | 9850 | 10.795 | 11.475 |  |
|          |      |      |      |      |      |      |        |        |  |

### 1977 ençà
| Any       | 1977   | 1980   | 1985   | 1990   | 1995   | 2000   | 2005   | 2006   |        |
| --------- | ------ | ------ | ------ | ------ | ------ | ------ | ------ | ------ | ------ |
| Població  | 11.835 | 12.336 | 13.322 | 14.259 | 15.429 | 16.407 | 16.872 | 17.000 | 17.143 |
| Font: NIS |        |        |        |        |        |        |        |        |        |

## Agermanaments
- Essen (Baixa Saxònia)
- Šilalė
- Žilina
- Hradištko